# Georges Galichon
Georges Galichon  (3 novembre 1915 à Paris - 25 mars 2003 à Paris), est un diplomate français.

## Biographie
Il fait ses études au Lycée Janson de Sailly à Paris XVIe. Licencié en droit, puis diplômé de l'École des Sciences Politiques ( Sciences-Po Paris) en 1936. Il prépare ensuite le concours d'entrée au Conseil d'État, cette préparation étant interrompue par son service militaire puis sa mobilisation en 1939-40, à la suite du déclenchement de la Seconde Guerre mondiale. Il commence son service militaire cette même année 1936 comme simple soldat au 30e Dragons à Saint-Avold. Ce service devait théoriquement durer 24 mois. Après quelques mois, il est reçu à l'examen des Élèves Officiers de Réserve (EOR). Il choisit comme arme la Cavalerie, et passe l'année 1937 à l'École de Cavalerie de Saumur. Il termine son service militaire en 1938 comme aspirant, affecté au 8e Chasseurs à Cheval, à Orléans. Il est promu automatiquement sous-lieutenant au bout de quelques mois. Dès septembre 1938, il est rappelé sous les drapeaux à Orléans, en raison du risque de guerre avec l'Allemagne, qui menace la Tchécoslovaquie. Au début de 1939, il est démobilisé après les accords de Munich entre l'Allemagne, l'Angleterre, la France et l'Italie. Quelques semaines plus tard, il est de nouveau rappelé à Orléans, en raison de la menace qu'exerçait Hitler sur la Pologne. L'invasion de la Pologne provoque alors la déclaration de guerre à l'Allemagne par l'Angleterre et la France, le 3 septembre 1939. Il quitte Orléans avec son Régiment le 27 août 1939, vers la frontière belgo-luxembourgeoise (Fourmies, puis les Ardennes entre Sedan et Stenoy). Le 16 juin 1940, l'armistice est signé. C'est alors qu'il est fait prisonnier avec tous les officiers survivants de son régiment. En août 1940, il est transféré en Allemagne, en Westphalie, à l'oflag VI A. Au début de mars 1941, il rentre à Paris, libéré en qualité de soutien de famille.
Il est reçu le 19 juillet 1941 au Conseil d’État où il entre aussitôt comme Auditeur. Il épouse, le 4 octobre 1941, Solange Desjobert, fille aînée de Conrad Desjobert et de Marie-Thérèse Forest, qui leur apporteront plus tard le château de La Forêt-sur-Sèvre. D'août 1944 à janvier 1945, il est au cabinet du Préfet de la Loire-Inférieure. D'avril à novembre 1945, il est affecté au Secrétariat Général de la Marine Marchande, rattaché au Ministère des Travaux Publics et des Transports. En janvier 1946, il devient chef de cabinet de René Mayer, Commissaire général aux Affaires Allemandes et Autrichiennes, puis en juillet de la même année, chef de cabinet de Georges Bidault, Président du Gouvernement Provisoire de la République Française. Il revient ensuite au Conseil d'État comme Maître des Requêtes (31 décembre 1946), passe par différentes fonctions de direction administrative, dont celle du Secrétariat Général du Gouvernement, rattaché à la Présidence du Conseil (22 juin 1949).  De 1955 à 1958, il est membre du Haut Comité de la Jeunesse de France et d'Outremer (créé en juin 1955). En juin 1959, il est choisi comme directeur du cabinet de Pierre Chatenet, Ministre de l'Intérieur. En avril 1961, Pierre Chatenet renonce à ses fonctions pour raisons de santé. Roger Frey assure l'intérim du Ministre de l'Intérieur et Georges Galichon en demeure directeur du cabinet, notamment pendant le putsch d'Alger de 1961.
En 1961, il est appelé comme directeur du cabinet du Président de la République, Charles de Gaulle, poste qu'il occupera jusqu'en 1967. Lorsqu'il quitte ce poste important en 1967, on lui propose la présidence d'une prestigieuse société nationale, la Compagnie Air France, fonction qu'il assure jusqu'en novembre 1975.  Il réintègre alors le Conseil d'État. De 1976 à 1979, il est  Ambassadeur de France auprès du Saint-Siège et réside à la Villa Bonaparte, siège de cette ambassade, à Rome. 
En parallèle, il obtient quelques mandats politiques locaux comme conseiller général du canton de Cerizay dans les Deux-Sèvres (élu en 1967, réélu en 1973), et conseiller municipal de La Forêt-sur-Sèvre dans le même département, puis il est élu maire de cette commune en 1969. Il assure ce mandat jusqu'en 1973.En 1984, il est admis à faire valoir ses droits à la retraite, et se retire de la vie publique.

## Distinctions
- Commandeur de la Légion d'honneur (décret du 9 avril 1974)
- Croix de guerre 1939–1945
- Officier de l'ordre des Palmes académiques, le 10 décembre 1955
- Officier de l'ordre des Arts et des Lettres (2 octobre 1963)[3]
- Chevalier de l'Ordre de l'Étoile Noire (janvier 1950)
- Officier de l'Ordre du Million d'Eléphants (décembre 1946)

## Remarques
Son patronyme a le sens de "joyeux luron" en Berry.
Son grand-père homonyme "Georges" (Mathurin Antoine) Galichon (1850-1893), issu d'une famille angevine et époux en 1875 de Marie Labarthe (1857-1905) qui lui donna onze enfants, fut négociant et "commissionnaire en vins aux entrepôts de Bercy" (Paris), et siégea au Conseil d'Escompte de la Banque de France du 16 octobre 1890 à sa mort. Il fut inhumé au cimetière du Montparnasse. Ses descendants ont fondé l'Association Galichon Fuissé.

## Personnage de roman
Il apparaît sous le nom de M. de Galichon dans le savoureux ouvrage pamphlétaire d'André Ribaud sur le pouvoir gaulliste, Le Roi (Julliard, 1962 ), qui le dit proche d'Yvonne de Gaulle.
Il est également évoqué par sa belle-sœur Françoise Parturier dans La Lettre d'Irlande (Albin Michel, 1979, p. 48 à 52), au moment où avec un inhabituel "air de préfecture, un maintien de protocole", et non sans courtisanerie il intervint sans l'en informer afin d'empêcher la lecture par Charles de Gaulle de son livre politique Marianne - dont ès qualités elle lui avait fait lire les épreuves - jugé par lui irrévérencieux pour le chef de l'État...qui, lecteur attentif du Monde, découvrit son existence par un article de Jacques  Fauvet publié dans ce journal le 9 octobre 1963, et reprocha ce "court-circuitage" au censeur improvisé.